# Traje de sociedad

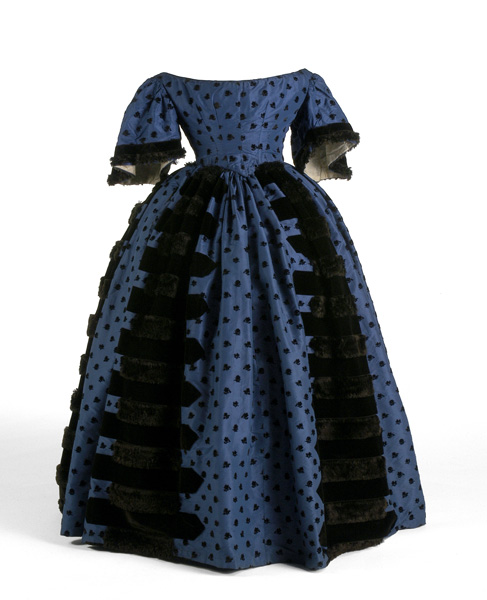
Vestido de baile

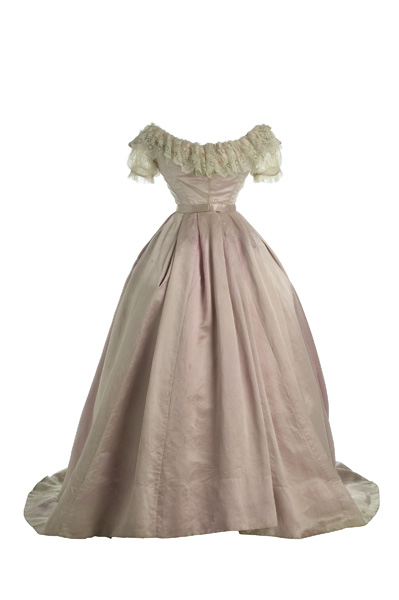
Vestido de baile

Se entiende como traje de sociedad principalmente al traje de baile, traje de salón, de teatro, de ópera usado por las mujeres durante el periodo del romanticismo, siglo XIX. Se trataba de aquel traje vinculado con actos sociales  profanos a los que acudía la mujer, como reuniones en salones y teatros. En realidad no está definido de forma clara y sencilla.

## Características
Las mujeres del romanticismo reservaban para estas ocasiones vestidos escotados y tejidos más delicados. El traje seguía un riguroso código con el que se proporcionaba mucha información, como la edad y el estado civil, de un solo golpe de vista. Los colores oscuros estaban reservados a las mujeres ya casadas, mientras que las solteras utilizaban colores claros y alegres. Los trajes de las jóvenes tenían ciertas licencias en cuando a sus adornos, basados en cintas, galones y flores. Sin embargo, en el caso de las joyas pasaba lo contrario: Las jóvenes tenían un estilo sencillo mientras que las mujeres comprometidas lucían joyas de oro y piedras preciosas.

## Composición del traje
Formado por dos partes: el cuerpo y la falda. La primera es de talle alto y armada por ballenas colocadas en el forro, lo que hace que la pieza sea más rígida. A veces puede incluir un corsé para conseguir el efecto deseado de una cintura más estrecha y figura esbelta. Solían tener un escote de tipo barco, adornado por una berta, que hacía el conjunto más rico y llamativo. La berta podía alcanzar proporciones exageradas.
En la falda es donde se aprecia los detalles de decoración de todo el vestido. Se puede articular a partir de una costura en la parte central de la parte de atrás, de la que parte dos tablas dobles a cada lado con dos tablas abiertas en los laterales. En la parte central, tanto delantera como por la espalda, lleva una tabla central. Este tipo de faldas dejaba una pequeña cola en la parte trasera que venía marcada por la propia distribución de las tablas o los pliegues de la confección. La falda solía ir armada por un miriñaque, estructura flexible de aros de aceros unidos con cintas de algodón o lino que modifica la falda abultando las caderas y dotándole de un cierto empaque. A partir de 1865 la estructura interna se modificó desviando el abombamiento a la parte trasera y haciendo la parte delantera más plana.